# 印刷品
印刷品是指由印刷商或出版商制作以及出版的材料，例如书籍、杂志、小册子和其他宣传材料，在某些情况下报纸也算入印刷品。